# Бетесда (Меріленд)
Бетесда (англ. Bethesda) — переписна місцевість (CDP) в США, в окрузі Монтгомері штату Меріленд, передмістя Вашингтона. Населення — 68 056 осіб (2020).

## Географія
Бетесда розташована за координатами 38°59′14″ пн. ш. 77°7′7″ зх. д. / 38.98722° пн. ш. 77.11861° зх. д. (38.987280, -77.118598).  За даними Бюро перепису населення США в 2010 році переписна місцевість мала площу 34,61 км², з яких 34,42 км² — суходіл та 0,20 км² — водойми.

## Демографія

### Перепис 2010
Згідно з переписом 2010 року, у переписній місцевості мешкало 60 858 осіб у 25 512 домогосподарствах у складі 15 694 родин. Густота населення становила 1758 осіб/км².  Було 27470 помешкань (794/км²).
Расовий склад населення:
| - 83,2 % — білих - 9,3 % — азіатів - 3,3 % — чорних або афроамериканців - 0,1 % — вихідців з тихоокеанських островів - 0,1 % — корінних американців - 1,1 % — осіб інших рас |

До двох чи більше рас належало 2,9 %. Частка іспаномовних становила 6,8 % від усіх жителів.
За віковим діапазоном населення розподілялося таким чином: 23,2 % — особи молодші 18 років, 59,8 % — особи у віці 18—64 років, 17,0 % — особи у віці 65 років та старші. Медіана віку мешканця становила 42,5 року. На 100 осіб жіночої статі у переписній місцевості припадало 89,5 чоловіків;  на 100 жінок у віці від 18 років та старших — 85,2 чоловіків також старших 18 років.
Середній дохід на одне домашнє господарство  становив 208 607 доларів США (медіана — 144 772), а середній дохід на одну сім'ю — 264 851 долар (медіана — 200 053). Медіана доходів становила 129 922 долари для чоловіків та 82 281 долар для жінок. За межею бідності перебувало 2,7 % осіб, у тому числі 1,7 % дітей у віці до 18 років та 2,9 % осіб у віці 65 років та старших.
Цивільне працевлаштоване населення становило 32 063 особи. Основні галузі зайнятості: науковці, спеціалісти, менеджери — 27,9 %, освіта, охорона здоров'я та соціальна допомога — 19,9 %, публічна адміністрація — 15,1 %.

### Перепис 2000
За даними перепису 2000 року,
на території муніципалітету мешкало 55277 людей, було 23659 садиб та 14455 сімей.
Густота населення становила 1623,9 осіб/км². Було 24368 житлових будинків.
З 23659 садиб у 28,0 % проживали діти до 18 років, подружніх пар, що мешкали разом, було 53,4 %,
садиб, у яких господиня не мала чоловіка — 6,0 %, садиб без сім'ї — 38,9 %.
Власники 32,2 % садиб мали вік, що перевищував 65 років, а в 11,6 % садиб принаймні одна людина була старшою за 65 років.
Кількість людей у середньому на садибу становила 2,30, а в середньому на родину 2,92.
Середній річний дохід на садибу становив 117 723 доларів США, а на родину — 168 385 доларів США.
Чоловіки мали медіальний дохід 84 797 доларів, жінки — 57 569 доларів.
Дохід на душу населення був 58 479 доларів.
Приблизно 1,7 % родин та 3,3 % населення жили за межею бідності.
Серед них осіб до 18 років було 1,8 %, і понад 65 років — 4,1 %.
Середній вік населення становив 41 років.

## Транспорт
Бетесду з Вашингтоном пов'язує Червона лінія Вашингтонського метро.

## Відомі особистості
У поселенні народився:
- Вільям Уріччіо (* 1952) — професор порівняльних медійних досліджень
- Річард Шифф (* 1955) — американський актор
- Деніел Стерн (*1957) — відомий актор і комік.